# Himno a la Alegría (canción de Miguel Ríos)
«Himno a la Alegría» es una canción de estudio del cantante e intérprete español Miguel Ríos, incluido en su segundo álbum Despierta de 1970. Está basada en el cuarto movimiento de la novena sinfonía de Ludwig van Beethoven y cuenta con arreglos musicales del Argentino Waldo de los Ríos. Se convirtió en un éxito comercial a nivel internacional al alcanzar el número uno en las listas musicales de Australia, Canadá, Alemania, Suiza y en la lista Easy Listening de los Estados Unidos. Es conocida en Hispanoamérica por haber sido el himno oficial de la primera Teletón chilena, en 1978, y por haber cerrado las ediciones de esta campaña solidaria en varias ocasiones. Además, fue canción oficial del Partido Liberal Radical Ecuatoriano en Ecuador.

## Versiones
- 2000: El Consorcio. (Incluida en el álbum Las canciones de mi vida)
- 2004: Rosa López. (Incluida en el álbum Nuestra mejor canción - la gran final de RTVE)
- 2010: Al Bano. (Incluida en el álbum La mia opera)
- 2014: Pitingo. (Incluida en el álbum Cambio de tercio)
- 2015: Il Divo. (Incluida en el álbum Amor & pasión)
- 2021: Aitana. Sencillo.

## Posicionamiento
| Lista (1970)                        | Mejor posición |
| ----------------------------------- | -------------- |
| Alemania (Media Control )           | 1              |
| Australia (ARIA Charts)             | 1              |
| Austria (Ö3 Austria Top 40)         | 1              |
| Bélgica (Ultratop 50 flamenca)      | 27             |
| Canadá (RPM Singles)                | 1              |
| Estados Unidos (Billboard Hot 100)  | 14             |
| Estados Unidos (Adult Contemporary) | 1              |
| Francia (SNEP)                      | 9              |
| Irlanda (IRMA)                      | 16             |
| Países Bajos (Dutch Top 40)         | 4              |
| Reino Unido (UK Singles Chart)      | 16             |